# George Paul Miller
George Paul Miller (ur. 15 stycznia 1891 w San Francisco, zm. 29 grudnia 1982 w Alameda) – amerykański polityk, członek Partii Demokratycznej.

## Biografia
W 1912 roku ukończył Saint Mary's College of California. W latach 1912–1917 pracował jako inżynier budownictwa. Podczas I wojny światowej służył w latach 1917–1919 jako porucznik w 36 i 346 Artylerii Polowej Armii Stanów Zjednoczonych. W latach 1921–1925 był członkiem sztabu Veterans’ Bureau. Następnie ponownie pracował jako inżynier budownictwa. Dodatkowo był współwłaścicielem biura podróży w San Francisco. Jednocześnie rozpoczął karierę polityczną jako członek Partii Demokratycznej. 

## Działalność polityczna
W latach 1937–1941 był deputowanym w Zgromadzeniu Stanowym Kalifornii. Później pełnił funkcję sekretarza wykonawczego w kalifornijskim Oddziale Rybołówstwa i Leśnictwa w latach 1942–1944.

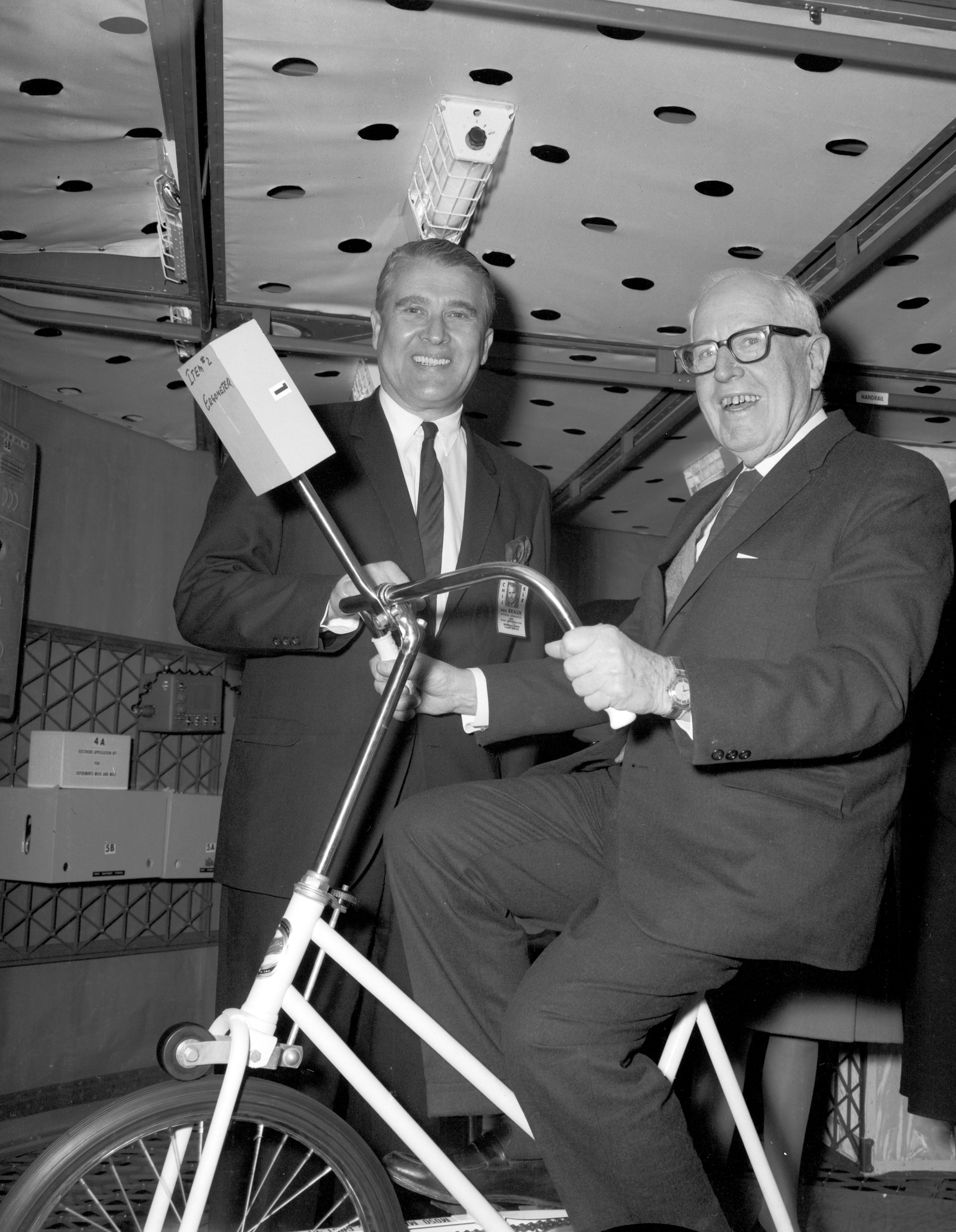
George Paul Miller (po prawej) z Wernherem von Braunem (1968).

Wybrany jako Demokrata do Izby Reprezentantów Stanów Zjednoczonych 79 Kongresu, gdzie 3 stycznia 1945 roku objął mandat po Albercie E. Carterze. Miał 13 reelekcji (w sumie 14 kadencji) w Kongresie, aż do 3 stycznia 1973 roku. Od 1953 roku reprezentował ósmy okręg swojego stanu, po tym jak zastąpił Jacka Z. Andersona. Jego czas w Kongresie przypadł na zakończenie II wojny światowej, początek zimnej wojny, wojnę koreańską, wojnę w Wietnamie oraz wewnętrzną walkę o prawa obywatelskie. W latach 1961–1973 (od 87 do 92 Kongresu) pełnił funkcję przewodniczącego Komisji ds. Nauki i Przestrzeni Kosmicznej. W tym okresie, w 1969 roku, miało miejsce pierwsze załogowe lądowanie na Księżycu. 
W 1972 roku Miller nie został ponownie nominowany do reelekcji. Zamieszkał w Alamedzie w Kalifornii, gdzie zmarł 29 grudnia 1982 roku.
Na jego cześć nazwano klify Miller Bluffs na Antarktydzie.